# Jean-Gabriel de Raspaud
Pour les articles homonymes, voir Raspaud.
Jean-Gabriel de Raspaud, dit également de Raspaud-Colomiez (car originaire de Colomiers où se trouve le château de ses ancêtres), est né en 1591 et mort en 1651.

## Un chevalier de Saint-Jean de Jérusalem
Il est reçu de minorité dans l'ordre de Saint-Jean de Jérusalem au grand prieuré de Toulouse en 1608. Chevalier de Malte, sa visite à Malte est enregistrée dans le grand livre des chevaliers de l'ordre de Saint-Jean de Jérusalem, à La Valette (Malte), le 29 août 1615.
Jean-Gabriel de Raspaud est commandeur de la Commanderie de Gap-Francès, sur le Mont Lozère. Cette commanderie de l'ordre de Saint-Jean de Jérusalem était rattachée au grand prieuré de Saint-Gilles.
Ses obsèques ont été célébrées à la cathédrale Saint-Étienne de Toulouse le 11 novembre 1651.
Ses armes (les armes des Raspaud) étaient « d'Azur au lion d'Argent ».